# Diseberg

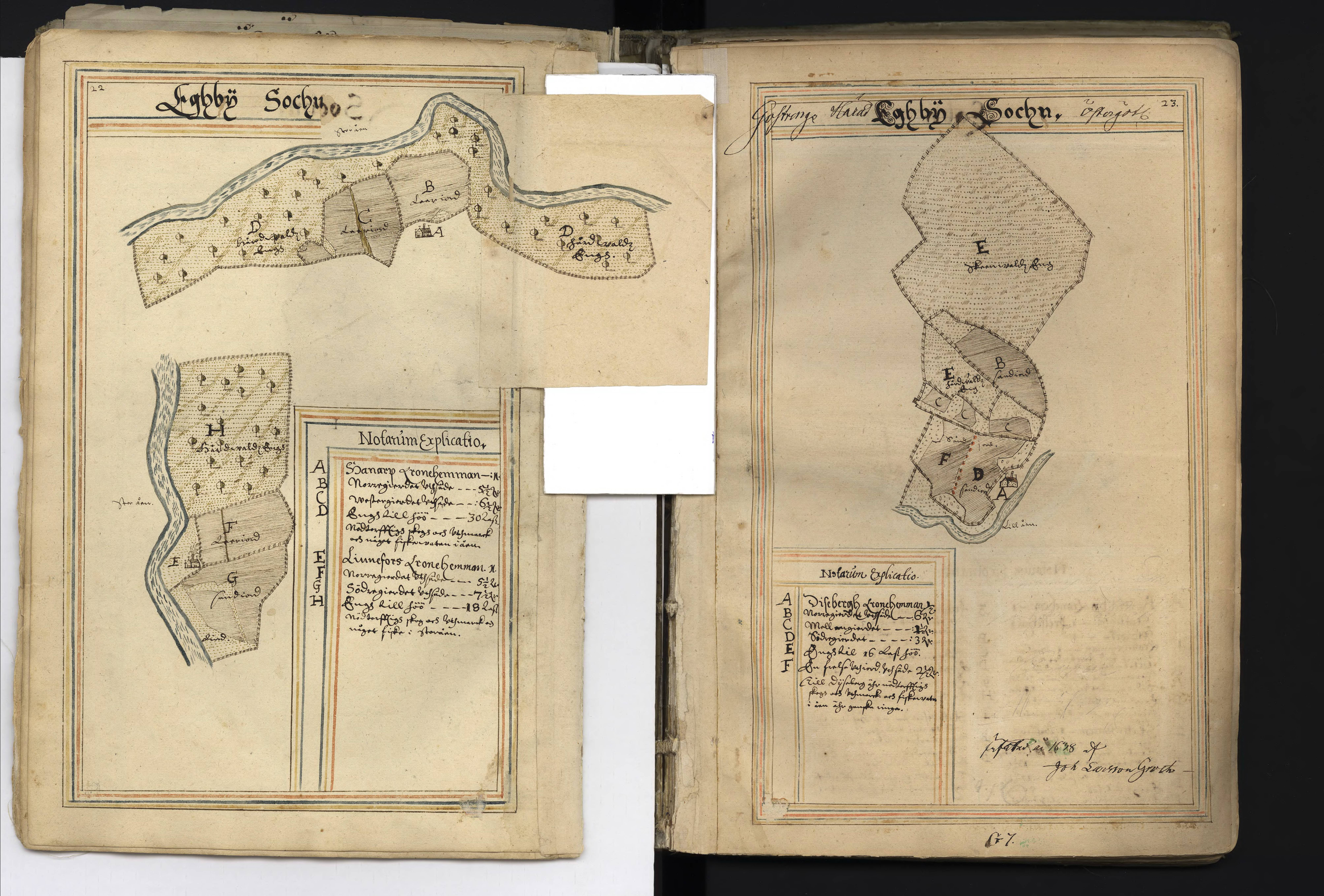
Karta över Diseberg, år 1638.

Diseberg är en en gård från åtminstone 1400-talet i Ekeby socken, Boxholms kommun. Gården var länge komministerboställe till prästen i Ekeby församling. 

## Historik
Diseberg är en gård i Ekeby socken, Boxholms kommun som bestod av 1⁄2 kronohemman. Disebergs kvarn testamenterades 1403 av Tubbe Eriksson till Vadstena kloster. Hälften skulle redan under hans livstid tillfalla klostret och ett närliggande torp, kallat Recharagren. År 1406 stadfäste Tubbe Erikssons och hans hustrus testamente av Erik Tubbesson och Torberg Kaerling (Sparre), som var gift med Eriks syster Katarina Tubbesdotter. Diseberg tillhörde före reduktionen släkten Gyldenklou på Hulterstad.
Gården var även ett komministerboställe till komministern i Ekeby församling.

### Backstugor och torp
På gården har det även funnits en backstuga Myrstugan. Torpmärkningar utfördes på Myrstugan 2003 av Föreningen Krafttaget, Ekeby hembygdsförening och Boxholms Orienteringsklubb.